# 텔레코르포라시온 살바도레냐
텔레코르포라시온 살바도레냐(스페인어: Telecorporación Salvadoreña)는 엘살바도르의 텔레비전 방송국이다.